# Zuzana Paňková
Zuzana Paňková (Košice, 25 de noviembre de 2004) es una deportista eslovaca que compite en piragüismo en la modalidad de eslalon.
Ganó cuatro medallas en el Campeonato Europeo de Piragüismo en Eslalon entre los años 2021 y 2025.
Fue la abanderada de Eslovaquia en la ceremonia de apertura de los Juegos Olímpicos de París 2024 junto con el piragüista Jakub Grigar. En esos Juegos ocupó el cuarto lugar en la prueba de C1 individual.

## Palmarés internacional
| Campeonato Europeo | Campeonato Europeo             | Campeonato Europeo | Campeonato Europeo |
| Año                | Lugar                          | Medalla            | Competición        |
| ------------------ | ------------------------------ | ------------------ | ------------------ |
| 2021               | Ivrea (Italia)                 | Medalla de oro     | C1 por equipos     |
| 2022               | Liptovský Mikuláš (Eslovaquia) | Medalla de oro     | C1 por equipos     |
| 2024               | Tacen (Eslovenia)              | Medalla de plata   | K1 individual      |
| 2025               | Vaires-sur-Marne (Francia)     | Medalla de bronce  | K1 individual      |